# Jan Grmela (politik)
Jan Grmela (19. srpna 1861 Pačlavice – 25. září 1932 Paříž) byl v letech 1900–1906 obecním tajemníkem Mariánských Hor. Jeho význam pro Mariánské Hory je srovnatelný s významem Jana Prokeše pro Ostravu.

## Život
Jan Grmela se narodil Terezii Konečné z Pačlavic, za otce se po roce prohlásil domkář Jan Grmela starší.
Svou kariéru v Přívoze začal jako obecní strážník. Postupně se vypracoval obecního tajemníka a ředitele obecní kanceláře. Poté, co byl Přívoz povýšen na město, vedl obecní úřad v tehdejší Lhotce. I tam dosáhl povýšení obce na město, nyní Mariánské Hory. Roku 1907 kandidoval do moravského zemského sněmu, ale v volbách neuspěl. Podal demisi a odjel do Francie ke své dceři.
V témže roce měl být spolu s další osobou vyšetřován pro zpronevěru obecních peněz, ale byl prohlášen za uprchlého. Spor byl uzavřen smírem v roce 1908 s tím, že Grmela způsobil v účtech nepořádky, ale sám se neobohatil. Dluh vůči obci uhrazoval splátkami z penze.
Usadil se v Paříži, kde byl aktivní v protirakouském odboji. Tam také zemřel.

## Dílo

### Básně a aféra „Pseudobezruč“
V roce 1915 vyšly v zahraničním odbojovém časopise L'Indépendance Tchéque básně Bratrům osvoboditelům a Jeho Veličenstvu caru Mikuláši II.. Básně oslavovaly (v době, kdy Rakousko–Uhersko válčilo s Ruskem) ruská vojska a ruského cara jako osvoboditele. Jejich autorem byl Jan Grmela, ale byly podepsány iniciálami P. B. Rakousko–Uherskými úřady byl za autora považován Petr Bezruč, který byl zatčen, vězněn a hrozil mu trest smrti. Jeden ze dvou posudků připouštěl možnost Bezručova autorství (druhý tuto možnot popíral), Bezruč byl propuštěn až na konci února 1916.

Jan Grmela se o básnickou tvorbu pokoušel již během pobytu na Moravě, když v letech 1897–1904 vydal čtyři sbírky veršů pod pseudonymem Mojmír Hanar. Další verše vydal v Paříži pod pseudonymem Jean Lutobor d'Amary. Basně Jana Grmely jsou považovány za nevydařené, také posudek vyvracející Bezručovo autorství se opíral o to, že básně vydané v Paříži pod značkou P. B. nedosahují umělecké úrovně Slezských písní.

### Činnost na Ostravsku
Obecním tajemníkem se stal v lednu 1900. Od samého počátku považoval za nutné zřízení samostatné duchovní správy a s tím spojenou výstavbu kostela a fary. Dále plánoval postavit novou radnici, nemocnici, chudobinec, spořitelnu, náměstí a chodníky. Důležité pro něj bylo také veřejné osvětlení a vodovod. Prioritou pro něj bylo školství, neboť jen tak mohl uskutečnit svůj sen – vytvořit české město uprostřed Němci ovládaných sousedních měst (což byla Moravská Ostrava, Přívoz a Vítkovice).
Název Čertova Lhotka se od 17. století prakticky nepoužíval a obec preferovala variantu Lhotka u Moravské Ostravy. Grmela v roce 1900 navrhl obecnímu výboru přejmenování na Ostravskou Lhotku, o rok později pak na současný název Mariánské Hory. V rámci podpory českého národa byly schváleny i další Grmelovy návrhy: čeština byla prohlášena za jediný úřední a jednací jazyk; ulice nesly jména významných českých osobností a rodů; obec používala od ledna 1902 nový obecní znak.
Grmela se také zasazoval o rozvoj českého školství – prosadil mj. založení první české obchodní školy v Ostravě. Stejnou péči věnoval spolkovému životu, takže v roce 1900 vznikl spolek pro výstavbu kostela, v roce 1902 spolek vojenských vysloužilců Břetislav, tělocvičná jednota Sokol a dámský dobročinný spolek Božena, v roce 1903 Klub sociálních demokratů a v roce 1904 místní skupina Unie rakouských horníků.
Rozvoj obce zákonitě směřoval k povýšení na město. Tento návrh prezentoval Grmela již v únoru 1902. V říjnu 1906 odeslala obec žádost císaři. Žádost byla příznivě přijata a Mariánské Hory byly povýšeny na město od 1. dubna 1907.
Významným počinem Grmelovy kariéry bylo zahájení stavby kostela Panny Marie Královny.
Jan Grmela se dle vlastních slov považoval za „apoštola české věci na Ostravsku“ a práci, kterou vykonával, považoval za poslání svěřené mu Bohem. Podařilo se mu vybudovat základnu pro rozvoj českého národního života, jaká se jinde tvořila desítky let.

## Posmrtné ocenění
Jeho zásluhy připomíná ulice Grmelova v Mariánských Horách a Hulvákách.